# Nathaniel B. Dial

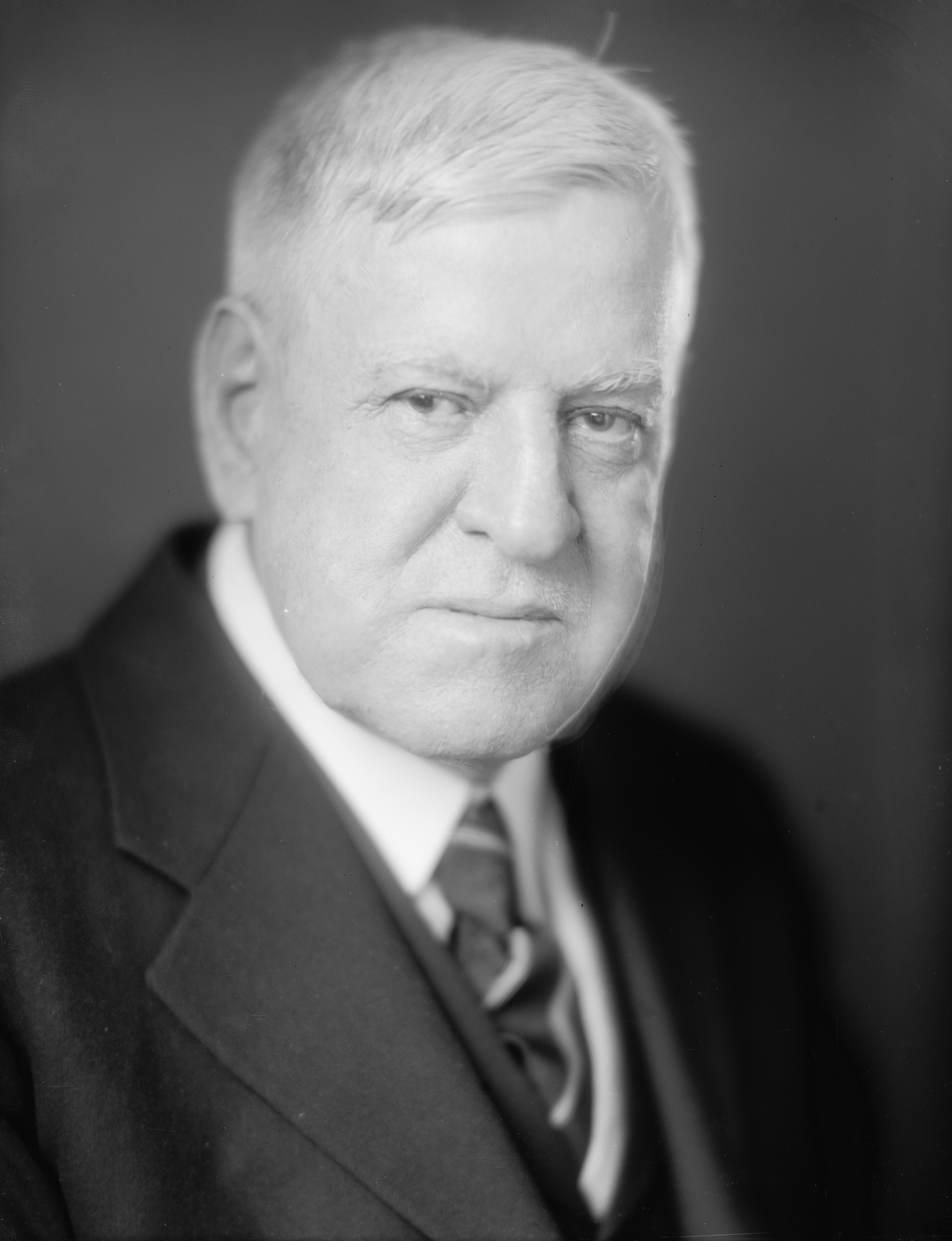
Nathaniel B. Dial

Nathaniel Barksdale Dial, född 24 april 1862 nära Laurens, South Carolina, död 11 december 1940 i Washington, D.C., var en amerikansk demokratisk politiker. Han representerade delstaten South Carolina i USA:s senat 1919-1925.
Dial studerade vid Richmond College (numera University of Richmond) och Vanderbilt University. Han avlade sedan juristexamen vid University of Virginia och inledde sin karriär som advokat i Laurens. Han var borgmästare i Laurens 1887-1891 och 1895.
Dial efterträdde 1919 William P. Pollock som senator för South Carolina. Han efterträddes sex år senare av Coleman Livingston Blease.
Efter tiden som senator var Dial verksam som advokat och som affärsman. Han gravsattes på Laurens Cemetery i Laurens.